# ایمی فیشر
ایمی فیشر (انگلیسی: Amy Fisher؛ زاده ۲۱ اوت ۱۹۷۴) بازیگر پورنوگرافی اهل ایالات متحده آمریکا است.